# Jules Rimet
Jules Rimet (Theuley-les-Lavoncourt (Alt Saona), 14 d'octubre de 1873 – Suresnes, 16 d'octubre de 1956) fou un dirigent futbolístic francès.
Rimet fou president de la Federació Francesa de Futbol entre 1919 i 1945 i de la FIFA entre 1921 i 1954. És el president de la FIFA que més temps ha estat en el càrrec, amb un total de trenta-tres anys.
Fou per iniciativa de Rimet que se celebrà la primera edició de la Copa del Món de Futbol el 1930. El trofeu que es concedia al vencedor fou anomenat Trofeu Jules Rimet en honor seu. També fou fundador d'un dels clubs francesos més antics, el Red Star Saint-Ouen.
L'any 2004 fou fet membre de l'Orde de Mèrit de la FIFA pòstumament.

## Primers anys
Jules Rimet va néixer l'any 1873 a la comuna de Theuley, al departament de l'Alt Saona a l'est de França. El seu pare era botiguer i la família es va traslladar a París el 1884 quan Jules tenia onze anys. Esdevingué advocat, i l'any 1897 fundà un club esportiu anomenat Red Star que, a causa dels ideals de Rimet, no discriminava els seus membres per raó de classe. Un dels esports que es practicava al club era el futbol, que s'estava fent popular. Quan tenia 17 anys, el papa Lleó XIII va publicar la seva encíclica sobre la dignitat del treball, Rerum novarum, que tindria un efecte profund en el jove catòlic Rimet, i va despertar els seus esforços per promoure aquestes opinions.

## Futbol i FIFA
Rimet va participar en la fundació de la Fédération Internationale de Football Association (Federació Internacional de Futbol Associació, comunament abreujat com a FIFA) l'any 1904 i, tot i que la nova organització tenia plans per a un torneig professional mundial, en canvi estava involucrada en la gestió d'un torneig d'aficionats com a part dels Jocs Olímpics d'Estiu de 1908.

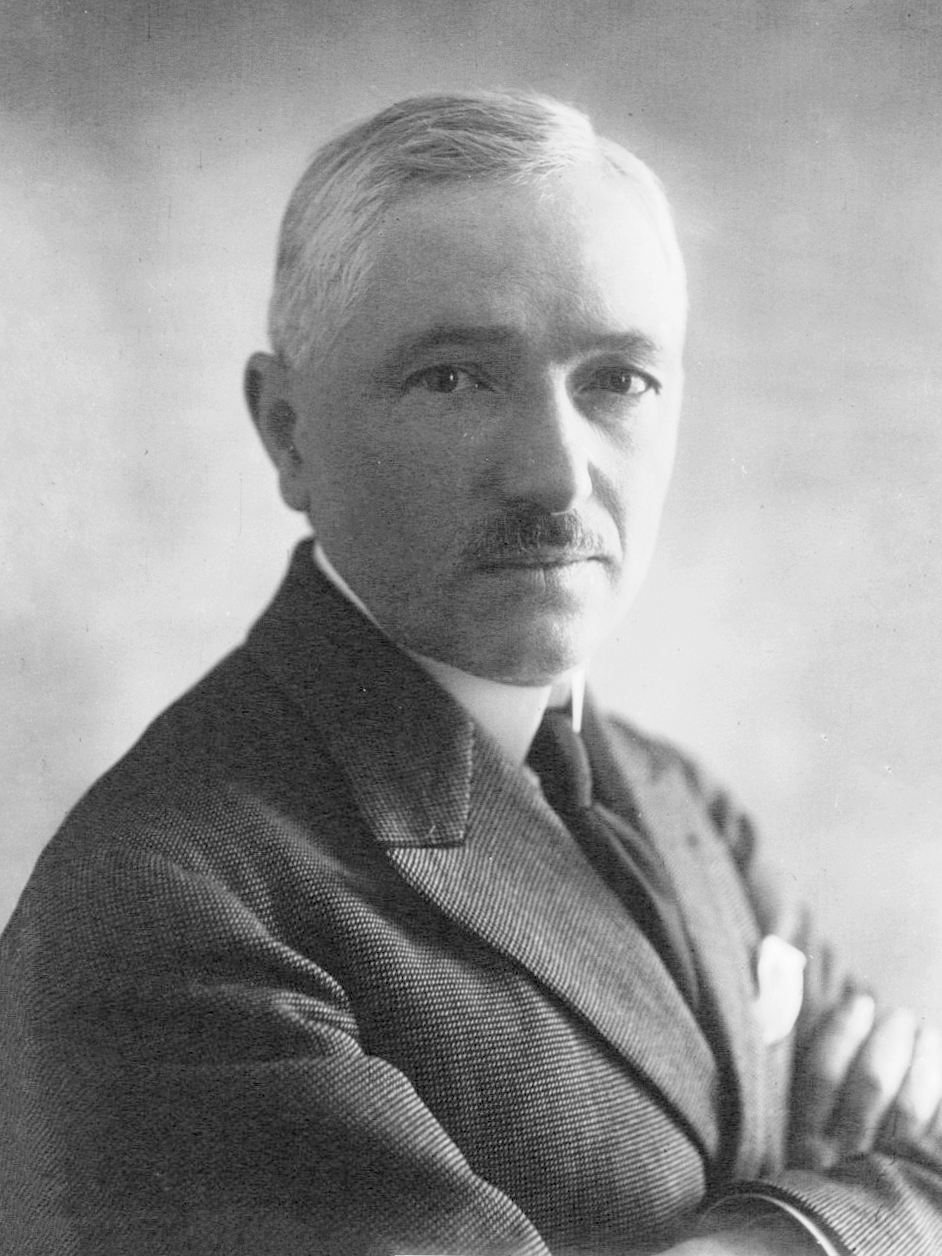
Jules Rimet el 1920.

La Primera Guerra Mundial va posar en suspens els plans de Rimet i de la FIFA. Rimet va servir a l'exèrcit francès com a oficial i va ser condecorat amb una Croix de Guerre.
Després de la guerra de 1919, va esdevenir president de la Federació Francesa de Futbol, i després president de la FIFA l'1 de març de 1921. Ocuparia el càrrec fins al 1954, convertint-se així en el president amb més durada en el càrrec fins ara, mentre la pertinença a l'organització passava de dotze a 85 nacions, tot i perdre la pertinença a les associacions de futbol anglesa, gal·lesa i escocesa durant els primers anys. Després d'assumir el càrrec, es va traslladar una vegada més per iniciar un torneig mundial, però es va enfrontar a les associacions de futbol amateur i Pierre de Coubertin, fundador del Comitè Olímpic Internacional.

### La Copa del Món
L'any 1928 la FIFA, sota el lideratge de Rimet, va seguir endavant amb els plans per a una "Copa del Món" que es va celebrar a l'Uruguai a causa de la naturalesa del joc professional a Sud-amèrica, i en part perquè l'Associació Uruguaiana de Futbol es va oferir a pagar tots els costos del viatge. Rimet va viatjar a l'Uruguai per a la Copa del Món amb el SS Conte Verde juntament amb els equips europeus que competien, tot portant el trofeu a la bossa.
No obstant això, les decisions de Rimet sobre on organitzar els primers Mundials van provocar crítiques: les nacions europees es van queixar de la Copa del Món de 1930 perquè els jugadors estarien fora dels tornejos nacionals durant tres mesos. Aquesta va ser la raó clau per la qual, de les nacions europees, només quatre (França, Bèlgica, Romania i Iugoslàvia) van acceptar invitacions per enviar-hi equips a competir, i fins i tot llavors, només ho van fer per influència de Rimet. La següent Copa del Món es va celebrar a Itàlia sota el domini feixista de Benito Mussolini, i va ser utilitzada per promoure el règim, cosa que Rimet va ser acusat d'ignorar.
Després de la Segona Guerra Mundial, les associacions de futbol britàniques van acceptar participar a partir de la Copa del Món de la FIFA de 1950, on el mateix Rimet va lliurar el trofeu a la triomfant selecció uruguaiana quan l'Uruguai va guanyar el torneig per segona vegada. Els esforços de Rimet per establir el torneig li van valdre una nominació al Premi Nobel de la Pau el 1956.

## Vida posterior i llegat
Rimet va morir a Suresnes, França el 1956, dos dies després del seu 83è aniversari. El 2004, va ser nomenat pòstumament membre de l'Ordre del Mèrit de la FIFA, que va ser recollida pel seu net Yves Rimet. Se li atribueix ser l'inventor de la Copa del Món.
El trofeu original de la Copa del Món va rebre el nom de Trofeu Jules Rimet en honor seu. Va ser robat just abans de la Copa del Món de 1966 a Anglaterra, però el va trobar el gos Pickles. Brasil va guanyar el torneig per tercera vegada a la Copa del Món de 1970, i va rebre el trofeu de manera permanent. Va ser robat de nou, a Rio de Janeiro el 1983; tot i que es creu que va ser fos pels lladres, no hi ha cap prova concloent d'això. Posteriorment, la Confederació Brasilera de Futbol va fer fer una rèplica del trofeu. Encara persisteixen els rumors de les diverses desaparicions del trofeu, i del seu lloc de descans final. Una estàtua de Rimet es troba a Theuley al mig d'una àrea de penal.
Rimet va ser interpretat per l'actor francès Gérard Depardieu, nominat a l'Oscar, al drama biogràfic United Passions del 2014.